# ملروز (آرکانزاس)
ملروز (به انگلیسی: Melrose) یک منطقهٔ مسکونی در ایالات متحده آمریکا است که در شهرستان استون، آرکانزاس واقع شده‌است. ملروز ۹۳٫۸۸ متر بالاتر از سطح دریا واقع شده‌است.